# Francis Lemaire (acteur)
Pour les articles homonymes, voir Francis Lemaire (homonymie).
Francis Lemaire, né le 9 juin 1936 à Verviers, en (Belgique), et mort le 5 mars 2013 dans le 20e arrondissement de Paris, est un acteur belgo-français.

## Biographie

### Enfance
Francis Lemaire est né le 9 juin 1936 à Verviers, en (Belgique).

### Parcours
Au théâtre, il se fait remarquer à Paris dans le rôle d'« Œil de Perdrix » / « Œil de Lynx », aux côtés de Michel Simon, dans Du vent dans les branches de sassafras de René de Obaldia à partir de 1965. Auparavant, Francis Lemaire avait déjà joué le double rôle de l'indien lors de la création de la pièce à Bruxelles. Rôle qu'il reprit en 1981 avec Jean Marais dans le rôle principal.

### Carrière
S'installant à Paris, son one-man-show « Je suis belge mais je me soigne » popularise l'auto-dérision chère à son pays natal. Il lui est souvent demandé de jouer un rôle de belge, notamment dans L'Hôtel de la plage en 1978 ou dans Les Secrets professionnels du docteur Apfelglück en 1991.
En 1971, il fait sa première apparition sur grand écran dans Les Bidasses en folie.
En 1978, il tient le rôle-titre initialement prévu pour Aldo Maccione dans le film L'Ange gardien au côté de Margaret Trudeau[Qui ?].
Au cinéma, il devient un second couteau régulier et continue en parallèle une carrière de théâtre. Il jouera ainsi dans la majorité des pièces de son ami Jean Marais.

### Vie privée
Marié à Marie-Thérèse Dricot depuis 1959, il a trois enfants : Christophe Lemaire, spécialiste du cinéma fantastique, Catherine Lemaire, fondatrice du label Crash Disques et chanteuse du groupe Raymonde et les Blancs Becs et Agnès Lemaire, comédienne.

### Mort
Il meurt le 5 mars 2013 à Paris 20e (Seine), des suites de la maladie de Parkinson, entouré de sa famille.
Il est incinéré au cimetière du Père-Lachaise le 8 mars 2013, en présence de ses proches et de personnalités du théâtre comme René de Obaldia et Nicolas Briançon.

## Filmographie partielle
- 1971 : Les Bidasses en folie de Claude Zidi : Charles, le fiancé de la fille du colonel
- 1971 : Au théâtre ce soir : Colinette de Marcel Achard, mise en scène Pierre Mondy, réalisation Pierre Sabbagh, théâtre Marigny
- 1972 : Au théâtre ce soir : Un mari idéal d'Oscar Wilde, mise en scène Raymond Rouleau, réalisation Pierre Sabbagh, théâtre Marigny
- 1973 : Les Nouvelles Aventures de Vidocq, épisode "Les Bijoux du roi" de Marcel Bluwal
- 1973 : Les Aventures de Rabbi Jacob de Gérard Oury
- 1973 : Un nuage entre les dents de Marco Pico
- 1974 : La Gifle de Claude Pinoteau
- 1977 : Julia de Fred Zinnemann
- 1977 : L'une chante, l'autre pas d'Agnès Varda
- 1977 : La Septième Compagnie au clair de lune de Robert Lamoureux
- 1978 : L'Hôtel de la plage de Michel Lang
- 1978 : Tendre Poulet de Philippe de Broca : Antonio, le coiffeur
- 1978 : Au théâtre ce soir : Volpone de Jules Romains et Stefan Zweig d'après Ben Jonson, mise en scène Jean Meyer, réalisation Pierre Sabbagh, Théâtre Marigny
- 1978 : L'Argent des autres de Christian de Chalonge
- 1978 : L'Ange gardien de Jacques Fournier
- 1980 : T’inquiète pas, ça se soigne ! d'Eddy Matalon
- 1980 : Trois hommes à abattre de Jacques Deray
- 1982 : Au théâtre ce soir : Allo Hélène de Ray Cooney et Gene Stone, mise en scène adaptation Alain Scoff et Pierre Charras, mise en scène Francis Joffo, réalisation Pierre Sabbagh, Théâtre Marigny
- 1982 : Paradis pour tous d'Alain Jessua
- 1982 : La Boum 2 de Claude Pinoteau
- 1982 : Prends ton passe-montagne, on va à la plage d'Eddy Matalon
- 1983 : Un homme à ma taille d'Annette Carducci
- 1983 : Les parents ne sont pas simples cette année de Marcel Jullian
- 1984 : La Septième cible de Claude Pinoteau
- 1985 : Le Voyage à Paimpol de John Berry
- 1985 : Réaction directe, de Pierre Pattin, Court métrage
- 1987 : À notre regrettable époux de Serge Korber + (version TV)
- 1989 : Il Maestro de Marion Hänsel
- 1990 : Une femme parfaite (Sweet revenge) de Charlotte Brandström (présenté en France comme téléfilm)
- 1990 : Les Secrets professionnels du docteur Apfelglück de Alessandro Capone, Stéphane Clavier, Mathias Ledoux, Thierry Lhermitte et Hervé Palud
- 1991 : Patriotes (Company business) de Nicholas Meyer
- 1993 :  Une nounou pas comme les autres, téléfilm de Éric Civanyan : Adrien
- 1995 : Touché ! (Gotcha !]) de Jeff Kanew
- 1995 : Les Anges gardiens de Jean-Marie Poiré
- 1995 : Le Jaguar de Francis Veber
- 1996 : Le Plus Beau Métier du monde de Gérard Lauzier
- 1996 : Les Sœurs Soleil de Jeannot Szwarc
- 1996 : Le Comédien de Christian de Chalonge

## Théâtre
- 1962 : Frank V de Friedrich Dürrenmatt, mise en scène Georges Vitaly, théâtre national de Belgique
- 1965 : Du vent dans les branches de sassafras de René de Obaldia, mise en scène René Dupuy, théâtre Gramont
- 1968 : La Famille Tot d'Istvan Orkeny, mise en scène Michel Fagadau, théâtre de la Gaîté-Montparnasse
- 1968 : Le Knack d'Ann Jellicoe, mise en scène Michel Fagadau, théâtre de la Gaîté-Montparnasse
- 1969 : Les Grosses Têtes de Jean Poiret et Michel Serrault, mise en scène Jean Poiret et René Dupuy, théâtre de l'Athénée
- 1969 : En avant la zizique de Boris Vian, mise en scène Eve Griliquez, théâtre de la Gaîté-Montparnasse
- 1970 : Le roi se meurt d'Eugène Ionesco, mise en scène Jacques Mauclair, théâtre de l'Athénée
- 1971 : L'Espace du dedans de Henri Michaux, mise en scène Jacques Échantillon, Festival du Marais
- 1971 : Tout à l'heure de Jeannine Worms, mise en scène Jacques Échantillon, théâtre de l'Odéon
- 1971 : Les Chaises d'Eugène Ionesco, mise en scène Jacques Mauclair, théâtre de l'Alliance française
- 1971 : La Lacune d'Eugène Ionesco, mise en scène Jacques Mauclair, théâtre de l'Alliance française
- 1972 : Le Légume de Francis Scott Fitzgerald, mise en scène Jean-Pierre Grenier, théâtre Hébertot
- 1972 : Les Vilains d'après Ruzzante, mise en scène Jacques Échantillon, Festival du Marais, théâtre de l'Atelier
- 1973 : Le Borgne d'Eduardo Manet, mise en scène Michel Fagadau, théâtre de l'Athénée-Louis-Jouvet
- 1974 : L'Odyssée pour une tasse de thé de Jean-Michel Ribes, mise en scène de l'auteur, théâtre de la Ville
- 1974 : La Bande à Glouton de Jacques Fabbri & André Gillois, mise en scène Jacques Fabbri, théâtre de l'Œuvre
- 1976 : Volpone de Jules Romains et Stefan Zweig d'après Ben Jonson, mise en scène Jean Meyer, théâtre antique de Fourvière
- 1979 : La Bonne Soupe de Félicien Marceau, mise en scène Jean Meyer, théâtre des Célestins,
- 1980 : La Bonne Soupe de Félicien Marceau, mise en scène Jean Meyer, théâtre des Célestins, théâtre Marigny
- 1980 : Knock de Jules Romains, mise en scène Jean Meyer, théâtre des Célestins
- 1980 : L'Arlésienne de Alphonse Daudet, mise en scène Jean Meyer, théâtre des Célestins
- 1981 : Volpone de Jules Romains et Stefan Zweig d'après Ben Jonson, mise en scène Jean Meyer, théâtre des Célestins
- 1981 : Du vent dans les branches de sassafras de René de Obaldia, mise en scène Jacques Rosny, théâtre de la Madeleine
- 1982 : Du vent dans les branches de sassafras de René de Obaldia, mise en scène Jacques Rosny, théâtre des Célestins
- 1984 : Le Faiseur de Honoré de Balzac, mise en scène Jean Meyer, théâtre des Célestins
- 1984 : Un otage de Brendan Behan, mise en scène Georges Wilson, théâtre de la Madeleine
- 1985 : Lily et Lily de Pierre Barillet et Jean-Pierre Grédy, mise en scène Pierre Mondy
- 1987 : Génousie de René de Obaldia, mise en scène Claude Santelli, Théâtre de l'Odéon, Théâtre des Célestins
- 1988 : Bacchus de Jean Cocteau, mise en scène Jean Marais, théâtre des Bouffes-Parisiens
- 1988 : Électre de Jean Giraudoux, mise en scène Odile Mallet et Geneviève Brunet, Festival de Bellac
- 1989 : La Machine infernale de Jean Cocteau, mise en scène Jean Marais, festival d'Anjou, Espace Cardin
- 1991 : Richard II de William Shakespeare, mise en scène Yves Gasc, Théâtre des Célestins, Théâtre de l'Atelier
- 1993 : Zoo de Vercors, mise en scène Jean-Luc Tardieu, Espace 44 Nantes
- 1994-1995 : Les Chevaliers de la Table ronde  de  Jean Cocteau, mise en scène Nicolas Briançon, Théâtre des Célestins à Lyon avec Jean Marais (le roi Artus), Francis Lemaire (Merlin), Nicolas Briançon (Gauvain),
- 1997 : L'Arlésienne d'Alphonse Daudet, mise en scène Roger Louret avec Bernadette Lafont et Jean Marais
- 1999 : Archibald de Julien Vartet, mise en scène Jacqueline Bœuf, théâtre Édouard VII
- 2001 : L'Année du bac de José-André Lacour, mise en scène Peter Muller, théâtre Mouffetard, Bobino
- 2002 : Knock ou le triomphe de la médecine de Jules Romains, mise en scène Maurice Bénichou, Théâtre de l'Athénée-Louis-Jouvet, Théâtre Antoine
- 2003 : Madame Doubtfire, mise en scène de Daniel Roussel, adaptation d'Albert Algoud, Théâtre de Paris